# Trädbasdynlav
Trädbasdynlav (Micarea globulosella) är en lavart som först beskrevs av William Nylander och fick sitt nu gällande namn av Brian John Coppins. 
Trädbasdynlav ingår i släktet Micarea och familjen Pilocarpaceae. Arten är reproducerande i Sverige. Inga underarter finns listade i Catalogue of Life.